# Ernst Krause (Regierungsrat)
Ernst Krause (* 21. Januar 1876 in Cottbus; † 18. Februar 1963 in Wiesbaden) war ein preußischer Verwaltungsbeamter. Er war Bürgermeister verschiedener Gemeinden (1905–1920), Regierungsrat (1926–1944) und Vertreter der kriegsbedingt abwesenden Landräte in Gelnhausen (Kreis Gelnhausen) und Rüdesheim (Rheingaukreis) in der damaligen preußischen Provinz Hessen-Nassau. „Ein toleranter und korrekter Beamter mit freundlichem Wesen.“

## Herkunft und Familie
Krause war der Sohn eines Bauunternehmers in Cottbus. Er starb nach über 50 Dienstjahren im Alter von 87 Jahren in Wiesbaden.

## Ausbildung und Beruf
Krause kam als Volontär zum Landratsamt Cottbus und war anschließend beim Regierungspräsidenten in Düsseldorf, am Landratsamt Solingen und als Bürgermeistervertreter in Braunfels (jetzt: Lahn-Dill-Kreis), 1905 als Bürgermeister in Kelberg (früher: Landkreis Daun, jetzt: Landkreis Vulkaneifel).

### Amtsenthebung durch Behörden des Völkerbundes
1908 wurde Krause Amtsbürgermeister in Illingen (Landkreis Neunkirchen). 1920 enthob ihn die Regierungskommission des Völkerbundes im Saargebiet, wozu Illingen gehörte, gegen den Willen der Amtsvertretung seines Bürgermeisteramtes und wies ihn aus dem Saargebiet aus.

### Regierungsrat beim Regierungspräsidenten in Wiesbaden
Krause kam zum Regierungspräsidenten in Wiesbaden und wurde 1926 Regierungsrat und 1944 als Amtsvertreter der Landräte der im Regierungsbezirk liegenden Kreise Gelnhausen und dem Rheingaukreis in Rüdesheim tätig. In seinem 70. Lebensjahr trat er Ende 1945 nach über 50-jähriger Dienstzeit in den Ruhestand.